# Ahafo Ano North
Ahafo Ano North – dystrykt w regionie Ashanti w Ghanie ze stolicą w Tepa.
Dystrykt leży w granicach wilgotnego obszaru równikowego, w północno-zachodniej części regionu. Od południa graniczy z dystryktem Atwima Mponua, od wschodu z Ahafo Ano South, a od północnego zachodu z dystryktami Tano South i Asutifi w regionie Brong Ahafo.
W dystrykcie tym jest tylko jedna placówka ochrony zdrowia – szpital w Tepa oraz cztery mniejsze ośrodki zdrowia (przychodnie). Nie utrzymuje się tam właściwej higieny. Jak w większej części Ghany, drogi (z wyjątkiem głównej) nie są asfaltowane. Około 85% pracującej populacji to rolnicy.
Główne miasta: Asuahyia, Anyinasuso, Akwasiase, Mabang, Abonsuaso, Manfo, Betiako, Subriso.